# Víctor Canicio Chimeno
Víctor Canicio Chimeno (Barcelona, 1937 - Sant Carles de la Ràpita, 2019) va ser un escriptor i professor de llengua espanyola a la Universitat de Heidelberg.
Va néixer a Barcelona durant la Guerra Civil. Els seus primers estudis els va realitzar amb els jesuïtes de Tortosa. Va cursar estudis de Medicina a Barcelona i Saragossa.
Va emigrar a Alemanya en la dècada dels 60. Va treballar en diferents oficis i fàbriques com podem constatar en les seves obres ¡Contamos contigo! (Krónicas de la emigración) (1972) que va comptar amb il·lustracions de Perich i Pronto sabré emigrar (1974).
El 2005 va aconseguir el premi de novel·la Kutxa Ciutat d'Irun amb Hans Pataka. També va ser notòria la seva tasca com a traductor, amb els clàssics de la literatura infantil i juvenil germànica Max i Moritz i En Perot l'escabellat. Va traduir a Heinrich Böll i Peter Handke, entre d'altres.
Va treballar en instituts de secundària i a la Universitat de Heildelberg com a professor d'espanyol.

## Llibres
- ¡Contamos contigo! (Krónicas de la emigración) Barcelona: Laia, 1972.
- Pronto sabré emigrar. Barcelona: Laia, 1974.
- Hans Pataka. Sant Sebastià: Fundació Kutxa, 2005.
- El congreso de los metagastrónomos. Cerdanyola del Vallès: Montflorit, 2009.
- Entre la endeca y la alejandra, últimos poemas. Terres de l'Ebre: Editorial Petròpolis, 2020.

## Traduccions
- Günter Herburger. Nuevas aventuras de Bombilla. Traductor: Víctor Canicio. Barcelona: Laia, 1979.
- Peter Handke. El peso del mundo. Un diario 1975-1977. Traductors: Víctor Canicio i Carmen Baranda. Barcelona: Laia, 1981.
- Heinrich Böll. Diario irlandés. Traductor: Víctor Canicio. Barcelona: Laia, 1981.
- Heinrich Hoffmann. Pedro Melenas: Historias muy divertidas y estampas aún más graciosas. (títol original: Der Struwwelpeter). Traductor: Víctor Canicio. Palma: José J. de Olañeta, 1987.
- Wilhelm Busch. Max y Moritz : una historieta en siete travesuras. Traductor: Víctor Canicio. Madrid: Impedimenta, 2012.